# 黑頭槳鰭麗魚
黑頭槳鰭麗魚，為輻鰭魚綱鱸形目隆頭魚亞目慈鯛科的其中一種，分布於非洲馬拉威湖流域，體長可達8.9公分，棲息在沙石底質水域，以浮游生物為食，生活習性不明。